# Hačava
Hačava (Hongaars: Ájfalucska) is een Slowaakse gemeente in de regio Košice, en maakt deel uit van het district Košice-okolie.
Hačava telt 214 inwoners.

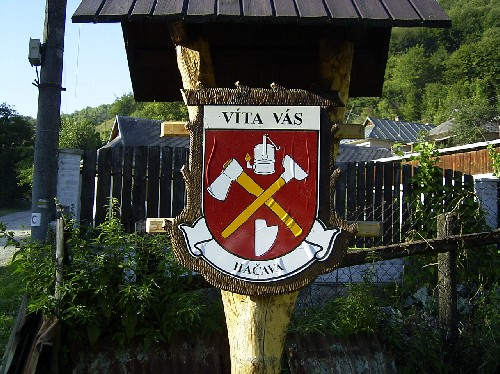
Hačava
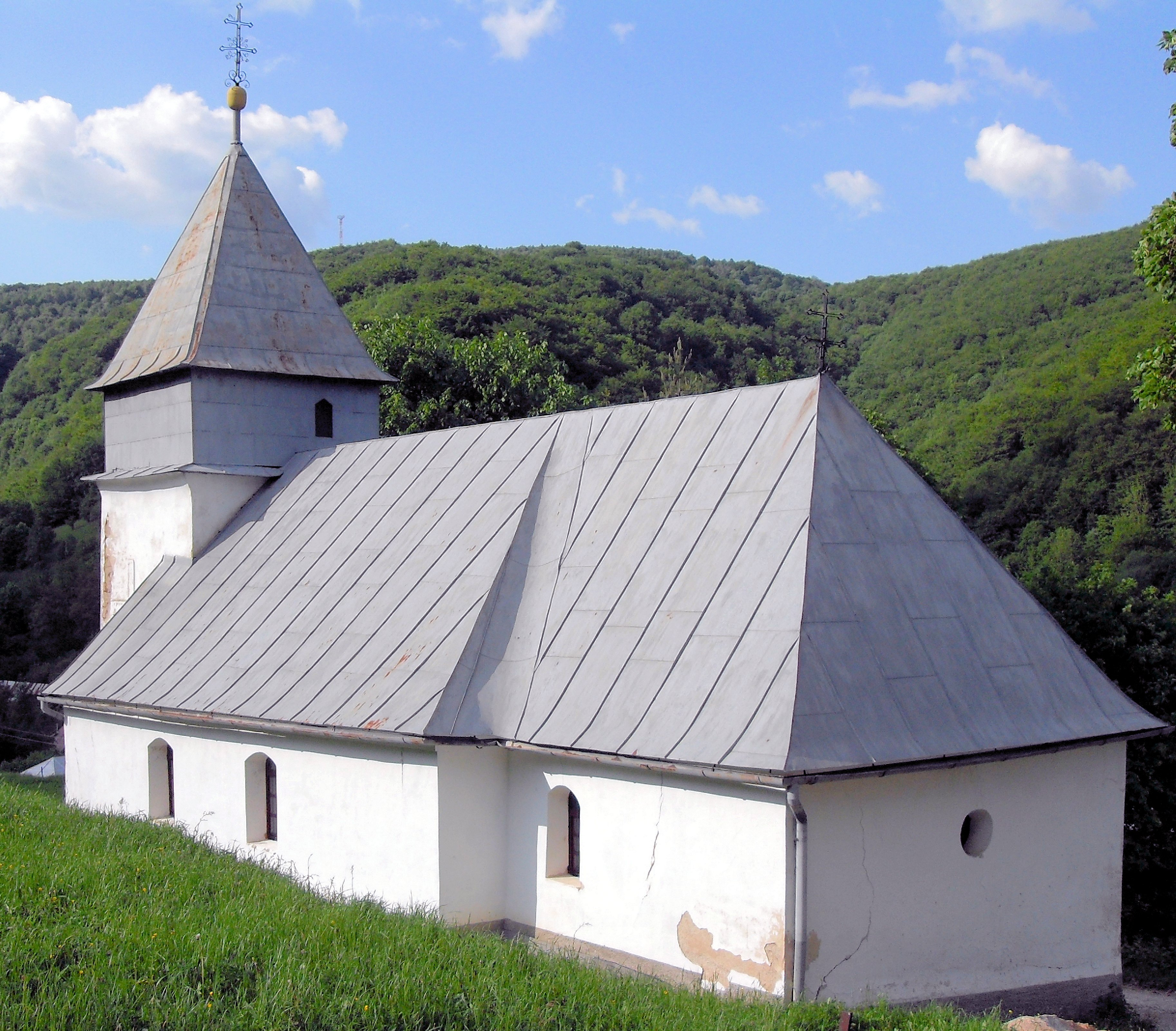
Rooms Katholieke kerk in Hačava